# Ignaz Stahl
Ignaz Stahl (né le 20 octobre 1790 à Vienne, mort le 10 janvier 1862 dans la même ville) est un acteur autrichien.

## Biographie
On connaît peu de choses de la vie d'Ignaz Stahl. Dans une quinzaine de lettres, on dit qu'il joue des rôles d'homme de bonne nature souvent ridiculisé ou pauvre à l'agonie. Constantin von Wurzbach reprend cette description dans son article de Biographisches Lexikon des Kaiserthums Oesterreich.

## Scénographie (œuvres deJohann Nestroy)
- Der böse Geist Lumpazivagabundus (1833)
- Eulenspiegel oder Schabernack über Schabernack (1835)
- Das Haus der Temperamente (1837)
- Der Erbschleicher (1840)
- Der Talisman (1840)
- Einen Jux will er sich machen (1842)

## Source de la traduction
- (de) Cet article est partiellement ou en totalité issu de l’article de Wikipédia en allemand intitulé « Ignaz Stahl (Schauspieler) » (voir la liste des auteurs).